# Maciej Iwanicki
Maciej (Matiasz) Iwanicki herbu Zbiświcz – podstarości czernihowski, cześnik czernihowski w latach 1638–1648, komornik graniczny włodzimierski w 1605 roku.
Był członkiem konfederacji generalnej zawiązanej 16 lipca 1632 roku. W 1632 był posłem na sejm konwokacyjny z województwa wołyńskiego. Był wyznania prawosławnego.